# Gerald Dreyer
Gerald Dreyer (* 22. September 1929 in Pretoria, Südafrika; † 5. September 1985 ebenda) war ein südafrikanischer Boxer im Leichtgewicht.
Im Jahre 1948 erkämpfte sich Dreyer in London bei den Olympischen Spielen die Goldmedaille, als er Ernesto Porto, Oivind Breiby, Svend Vad und Jos Vissers jeweils nach Punkten besiegte.